# 후루이 히로히토
후루이 히로히토(일본어: 古井 弘人, 1967년 2월 7일 ~ )는 일본의 남성 편곡가이자 키보디스트이다.  해체된 프로젝트 그룹  GARNET CROW의 리더였으며, 멤버 중 최고 연장자이며 같은 멤버 나카무라 유리와는 10세 차이며, 자신의 내공으로 나카무라 유리를 키워 온 장본인이다. 1993년에 데뷔하였으며, 이는 GARNET CROW 멤버 중 가장 빠른 시기에 데뷔한 것이다.

## 개요
아마추어 시대에는 야마네 고지(DEEN의 멤버)와 밴드를 짜고 있었다. T-BOLAN과 오구로 마키 등을 배출한 BAD 오디션을 계기로 Being에 입사해, 편곡가로서 DEEN이나 우토쿠 케이코, 코마츠 미호 등 여러 Being계열의 아티스트에게 악곡을 제공하고 있었다. 그 후 GARNET CROW를 결성해, 편곡＊키보드를 담당하였고, 악곡 제작에 있어서는 실무적인 리더를 맡아왔다. GARNET CROW에는 아즈키 나나도 키보드를 담당하고 있지만, 아즈키 나나는 피아노 계열, 후루이 히로히토는 신디사이저 계열의 악기를 담당하고 있다. 최근에는 음악을 전달하는 한정 범위 내에 개인 활동도 이어 가고 있다.
각 멤버의 절대적인 신뢰를 얻고 있어 연주＊편곡의 솜씨는 신의 손 ─고뜨한도(ゴッドハンド)라는 별명을 가지고 있다. 평상시의 쿨한 캐릭터와 대조적으로 라이브에서는 퍼포먼스로서 격렬한 키보드를 연주한 적이 있고, 그 결과 과도하게 몰입된 나머지 키보드를 부숴 버렸다는 등의 에피소드를 가지고 있다. 아이우치 리나나 쿠라키 마이, ZARD 등의 코러스 밴드에도 가끔 참가하고 있었다. 아이우치 리나는 가수 활동을 중단하였으며, ZARD(사카이 이즈미)는 2007년 진료 받고 있던 병원의 계단에서 낙사하여 사망하였다. GIZA Creators School(舊 칸사이 크리에이터즈 학원)의 강사도 맡고 있다. 취미는 선글라스 수집, 유소년기에 엘렉톤을 배웠다. 음역대를 귀로 기억하는 타입이기 때문에 악보를 보지 않고 연주를 하면, 선생님께 혼이 난 적이 있다고 한다.

## 약력
- 1994년: DEEN의 1집 정규앨범 DEEN의 Keep on Dancin'의 작곡, 恋が突然よみがえる의 편곡을 다루었다. DEEN팬클럽 DEEIM의 Vol.1호로 서포트 멤버로서 사진 첨부로 소개와 코멘트가 게재되어 있다.
- 1999년: GARNET CROW를 결성. 대부분의 편곡을 다루고 있다. 모든 곡의 작사는 아즈키 나나, 모든 곡의 작곡은 나카무라 유리가 맡고 있다.
- 2013년: GARNET CROW해체.
- 2013년 7월 ~ 8월 : 오오타 신이치로(大田紳一郎)(doa)의 솔로 라이브 「Singin' man's "The Bandwagon" 2013」의 게스트로 출연하였다.
- 2013년 11월에 발매된 DEEN의 『이제 안 울어(もう泣かないで)』의 편곡을 담당하였다. 이 곡은 GARNET CROW 해체 이후의 첫 편곡 담당 곡이다.
- 2016년 2월에 트위터를 시작했다. GARNET CROW의 멤버 개인의 SNS를 시작한 것은 처음이다.
- 2016년 5월 21일 ZARD의 25주년 라이브 "What a beautiful memory~25th Anniversary~" 오사카 공연에 게스트로 출연하였다.

## 앨범
- imagination (2006년 3월 15일)
  - BGV.JP, iTunes Music Store, mora에서 음악을 방송국으로 보내게 된다(다운로드 판매). 「GARNET CROW」의 「籟・来・也(라이라이야)」가 테마송으로서 사용된 다큐멘터리 프로그램 「고대 발굴 미스터리 비경 아마존 거대 붐메이 ~대발견! 기원 전의 유적…대지를 개조한 환상의 민족~(古代発掘ミステリー 秘境アマゾン巨大文明 〜大発見! 紀元前の遺跡…大地を改造した幻の民族〜)」(TBS계 전국 넷)의 사운드 트랙에서 전곡을 「instrumental」을 맡았다. 「籟・来・也(라이라이야)」를 독자적으로 어레인지한 「籟・来・也~Andes Ver~(라이라이야)」도 수록

## 악곡 제공

### 작곡＊편곡
- 시라이시 키쿄(現 시라이시 노리) - 「again」(시라이시와 공동 작곡, 나카자와 아키히로와 공동편곡)

### 작곡
- DEEN - 「Keep on Dancin'」 (야마나 고지와 공동 작곡)
- 카미키 아야(上木彩矢) - 「Always」

### 편곡
- 아이우치 리나 - 「MISS YOU」, 「여름의 환상(夏の幻)」
- 아이우치 리나, 사에구사 유카 IN db - 「100번째의 문(100もの扉)」(요미우리TV＊니혼TV계열 애니메이션 「명탐정 코난」10주년 기념 오프닝 테마)
- Amusement Parks - 「GIRLS ON THE BEACH」
- 이와타 사유리 - 「하늘색 고양이(空色の猫)」
- 우에다 마리에 - 「도는 나날(まわる日々)」
- 우에하라 아즈미 - 「Solitude」
- 우토쿠 케이코 - 「Wooo Baby」
- Caos Caos Caos -「Let's Go」
- 카미키 아야 - 「Amaze -미궁(迷宮)-」
- Gulliver Get - 「episode 〜벚꽃나무 아래에서〜(〜桜の木の下で〜)」
- 키타하라 아이코 - 「Hands up!!」, 「もう心揺れたりしないで(더 이상 마음이 흔들리게 하지 말아줘)」, 「恋の引力(사랑의 인력)」, 「その笑顔よ 永遠に(그런 웃는 얼굴이 영원히)」
- 쿠라키 마이 - 「What I feel」
- GRASS ARCADE - 「いつかこの道の果てまで(언젠가 이 길의 끝까지)」, 「Butterfly」, 「BRAVE」
- grram - 「旅立ちの朝に(여행의 아침에)」
- 코마츠 미호 - 「anybody's game」,「빛나는 별(輝ける星)」,「찬스(チャンス)」,「수수께끼(謎)」,「소원 하나만(願い事ひとつだけ)」등 다수（코마츠 미호 데뷔 당시 「후루이 히로히토」가 모든 편곡을 담당하였다.）
- さぁさ(사아사) - 「굿나이(グッナイ)」, 「VOICE」, 「행복의 콜라주(幸せのコラージュ)」, 「Under_Line」
- ZARD - 「새로운 문 ~겨울의 해바라기~(新しいドア〜冬のひまわり〜)」,「이 눈물 별이 되어(この涙 星になれ)」등
- 사에구사 유카 IN db - 「사랑의 함정(愛のワナ)」, 「Everybody Jump」, 「그대의 사랑에 쌓여서 아파(君の愛に包まれて痛い)」등
- 시라이시 키쿄 - 「눈물 넘쳐나...(涙あふれた…)」（나카자와 아키히로와 공동 편곡）, 「어째서 이렇게(どうしてこんなに)」, 「Long my way」
- the★tambourines - 「easy game」, 「yesterday is over」, 「anyway」, 「call me, call me」, 「star」 등
- sweet velvet - 「I JUST FEEL SO LOVE AGAIN~곁에 있는 것만으로(そばにいるだけで)∼」, 「After All」, 「STAY」, 「flame of love」, 「Lazy drive」
- 츠지오 아리사 - 「푸른 하늘에서 만날 수 있어(青い空に出逢えた)」, 「여름의 냄새(なつのにおい)」
- 타카오카 아이 - 「You gone」
- 타케이 시오리 - 「새로운 계절(新しい季節)」, 「퍼즐(パズル)」
- DEEN - 「恋が突然よみがえる」, 「머나먼 미래에(遠い遠い未来へ)」, 「혼자가 아니야(ひとりじゃない)」, 「SUNSHINE ON SUMMER TIME」,「「미래를 위하여(未来のために)」 등
- Fayray - 「Baby if,」
- 마츠나가 아미 - 「You Can't Hurry Love」
- 마츠하시 미키 - 「Secret place」, 「Peaceful night」
- MANISH - 「It's so Natural」, 「필요없어(イラナイ)」, 「바람(風)」, 「변덕스러운 하늘(気まぐれな空)」, 「안녕 Lazy Days(さよならLazy Days)」등
- moca - 「자양화(紫陽花)」
- 야나기하라 아이코 - 「눈 감았다면(瞳を閉じたなら)」
- 야마구치 히카리 - 「하늘(空)」
- 요시다 치카 - 「남편에게 〜항상 감사를 담아〜(旦那さんへ 〜日ごろの感謝を込めて〜)」, 「달에 기원을(月に祈りを)」
- rumania montevideo - 「All by myself」, 「start all over again」, 「TAXI」, 「tender rain」, 「free」 등
- 렌카 -「rebirth」,「Melody of Memory 」
- WAG - 「DAWN」, 「Don't Think Twice, It's All Right」, 「Don't pass me by」,「Free Magic」

### 공동 편곡
- 우토쿠 케이코
  - 이케다 다이스케, UK Project와 공동 편곡 - 「당신이 세계제일(あなたが世界一)」
  - UK Project와 공동편곡 - 「사랑의 전사〜I'm a fighter〜(愛の戦士〜I'm a fighter〜)」, 「YEAI YEAI」
- ZARD
  - 오카모토 히토시와 공동 편곡 - 「Hyponosis」
  - 도쿠나카 아키히오, 시오지리 켄지와 공동 편곡 - 「세계는 반드시 미래속에(世界はきっと未来の中)」
  - 와타누키 마사키와 공동 편곡 - 「MIND GAMES」
- the★tambourines
  - the★tambourines와 공동 편곡 - 「hijack brandnew days」,「한 밤중에 깨달은 funny love(真夜中気付いたfunny love)」
- rumania montevideo
  - 미요시 마코토와 공동 편곡 - 「I can't hep but hold you tight」, 「a walk shaded by apple tree」, 「Another day is yet to be」, 「Anny」, 「yesterday」등 다수

## 녹음 참여
- 코마츠 미호 - 「안녕의 파편(さよならのかけら)」、「최단 거리에서(最短距離で)」、「바람이 살랑거리는 장소(風がそよぐ場所)」、「코마츠 미호 3rd 〜everywhere〜」
- ZARD - 「영원(永遠)」
- sweet velvet - 「I JUST FEEL SO LOVE AGAIN〜곁에 있을 뿐(そばにいるだけで)〜」
- rumania montevideo - 「Still for your love」、「디지털 뮤직 파워(デジタル・ミュージック・パワー)」등 다수
- WANDS - 「Same Side」、「WORST CRIME〜About a rock star who was a swindler〜」
- WAG - 「WAG」

## 관련 서적
- GARNET CROW 「GARNET CROW photoscope 2005 ~5th Anniversary~」, 주식회사 제이 락 매거진사, 2005년 1월 21일(ISBN 4-916019-41-5 C0073).